# 원주문화방송
원주문화방송주식회사(原州文化放送株式會社) (약칭 원주MBC)는 강원특별자치도 영서 남부지역을 가시청권으로 라는 TV·라디오 방송국이다. 1970년 9월 19일 원주방송주식회사로 개국하여 오늘에 이르고 있다. 본사는 강원특별자치도 원주시 학성길 67에 위치하고 있으며, 1988년 12월 16일에 학성동 신사옥 이전을 준공하였다.

## 본사 소재지
- 우26412 강원특별자치도 원주시 학성길 67

## 연혁

### 개국 초기
- 1970년 7월 9일 : 원주방송주식회사(약칭 WBC) 법인설립
- 1970년 8월 10일 : 무선국 가허가
- 1970년 8월 15일 : 무선국 설치, 연주소 : 원주시 인동 242-1, 송신소 : 원성군 소초면 장양리 1456
- 1970년 9월 1일 : 원주방송(주) 시무식 (원주시 인동 가톨릭센터 내 연주소)
- 1970년 9월 18일 : 무선국 허가
- 1970년 9월 19일 : AM라디오 개국 (WBC라디오원주, 호출부호 HLSX, 주파수 1590㎑, 출력 1㎾, 송신소 : 원성군 소초면 장양리)
- 1970년 12월 22일 : 주파수 변경 (1590㎑ → 1300㎑)
- 1971년 9월 9일 : 원주방송주식회사를 원주문화방송주식회사로 상호를 변경
- 1971년 12월 19일 : 주권을 한국문화방송주식회사 대표이사 이환의 사장과 천주교 원주교구 유지재단 강학준 이사장 명의로 변경
- 1973년 3월 28일 : 방송법 개정에 따라 '심의실' 기구 설치
- 1975년 4월 15일 : AM라디오 출력 증강 (1㎾ → 10㎾)
- 1975년 6월 12일 : 호출부호 변경 (HLSX → HLSB)
- 1977년 3월 24일 : 중앙동 신사옥 (연주소) 신축기공
- 1977년 9월 19일 : 중앙동 신사옥 준공 이전 및 개국 7주년 기념식
- 1978년 11월 23일 : ITU협정에 따라 AM라디오 주파수 변경 (1300㎑ → 1242㎑)

### 발전기
- 1984년 6월 30일 : 백운산TV송신소 개국 (UHF CH 34, 10㎾ : 원주시 판부면 서곡리)
- 1984년 12월 1일 : 송·중계소 운영 한국통신(KT)에 위탁
- 1986년 3월 6일 : 영월, 쌍용 간이 TV 중계소 (TVR) 개국
- 1986년 8월 28일 : 음악FM 개국 (FM 98.9㎒, 3㎾, 백운산송신소)
- 1987년 3월 14일 : 태기산 TV 중계소 개국 (UHF CH 49, 5㎾ : 횡성군 둔내면 태기리)
- 1987년 10월 22일 : 학성동 신사옥 (연주소) 신축기공
- 1987년 11월 26일 : TV연주소 개국 (TV지방뉴스 시작)
- 1988년 2월 1일 : 국단위 기구확대 개편 (총무, 편성, 보도, 기술국 및 심의실)
- 1988년 6월 1일 : 송·중계소 인원 및 자산 한국통신으로부터 환원
- 1988년 9월 4일 : 원주MBC노동조합 창립
- 1988년 12월 16일 : 학성동 신사옥 준공 및 이전
- 1989년 5월 30일 : 미탄, 신일 TVR 개국
- 1989년 8월 4일 : 평창, 진부 TVR 개국

### 성장기
- 1992년 5월 25일 : 문막 TVR 개국
- 1992년 10월 30일 : 백운산 TV 송신소 · 태기산 TV 중계소 무인자동 송출 (Recons 설치완료)
- 1994년 5월 21일 : AM송신소 신축 이전 (소초면 장양리 → 소초면 흥양리)
- 1994년 8월 23일 : TV중계차 도입 (차량 8.5톤, 카메라 3대, M/W 2세트)
- 1997년 11월 21일 : 백운산송신소 건물 신축 및 장비이전
- 1997년 12월 9일 : 표준FM 개국 (FM 92.7㎒, 백운산송신소)
- 1999년 11월 30일 : 태기산 중계소 건물 신축 및 장비이전

### 변혁기
- 2000년 10월 25일 : 태기산 중계소 표준FM 개국 (FM 102.5㎒, 1㎾)
- 2001년 7월 26일 : 영월 중계소(국지산) 표준FM 개국 (FM 92.7㎒, 90W)
- 2002년 10월 30일 : 태기산 중계소 철탑 신설 및 안테나 이전
- 2002년 11월 15일 : 평창 TVR 국사 이전 및 FM중계소 신설
- 2003년 12월 19일 : 백운산송신소 철탑 신설
- 2004년 8월 10일 : 디지털TV방송국 허가 추천 취득 (백운산, 태기산) / 백운산, 태기산 아날로그TV예비송신기 교체
- 2004년 10월 28일 : TV출력증강 (백운산 10㎾, 태기산 5㎾)

### 디지털 시대
- 2005년 12월 28일 : 원주문화방송 지상파디지털TV방송 개국 (백운산, 태기산)
- 2006년 9월 : 라디오주조 자동화시스템(DASO2) 교체설치
- 2007년 11월 : 지상파DMB송신기 설치
- 2008년 3월 : 디지털TV뉴스및 제작시설완료
- 2008년 9월 30일 : 백운산송신소 지상파DMB 개국
- 2010년 12월 23일 : 문막디지털TV중계소 개국
- 2012년 10월 25일 : 지상파아날로그TV방송 종료
- 2013년 10월 16일 : 태기산 중계소 및 DTVR 확정채널 완료

### UHD 시대
- 2017년 12월 29일 : 원주MBC 평창·횡성 UHD 방송 개국.서울 본사의 UHD 방송이다.
- 2022년 9월 8일 : AM 라디오 운용 일시 휴지(1242kHz, 10kW). FM방송 전환.
- 2023년 3월 8일 : AM 라디오 송출 종료(1242kHz, 10kW).[1]

## TV방송
1984년 6월 30일 백운산TV송신소에서 설치되었고, 1987년 11월 26일 TV연주소를 갖추면서 개국하였고, 2005년 12월 28일 디지털TV방송을 개국하였다. 강원 영서 남부지역과 경기도 여주시, 양평군, 충청북도 제천시, 단양군 일부지역을 가시청권역으로서 방송중이다.

### 프로그램
보도
- MBC 5시 뉴스와 경제 원주 - 월~금 오후 5:00 ~ 5:05 진행 : 변정연
- MBC 뉴스데스크 원주 월~금 밤 8:20 ~ 8:35/일 밤 8:15~8:25 진행 : 김용석/일요일 박지현

교양·예능
- 보통의존재 - 원주권역 : 매주 금 오후6시
- 강원 365 - 매주 화/수 오후6시
- 생방송 전국시대
- 살맛나는 세상 (OBS경인TV)
- MBC 가요베스트
- 문화콘서트 난장 (광주MBC)

### 방송 송출 시설망
- 호출부호 : HLSB-DTV
- 가상채널 : 11-1

| 송신소        | UHD      | UHD   | HD                                        | HD    | 송신소 위치                     |
| 송신소        | 물리채널 | 출력  | 물리채널                                  | 출력  | 송신소 위치                     |
| ------------- | -------- | ----- | ----------------------------------------- | ----- | ------------------------------- |
| 백운산 송신소 |          |       | CH 46                                     | 1㎾   | 강원 원주시 판부면 서곡리 산166 |
| 문막 중계소   | CH 15    | 20W   | 강원 원주시 문막읍 건등리 산55-1          |       |                                 |
| 매지 소출력   | CH 46    | 0.05W | 강원 원주시 흥업면 매지리                 |       |                                 |
| 태기산 중계소 | CH 22    | 2㎾   | CH 21                                     | 1㎾   | 강원 횡성군 둔내면 태기리 산1-5 |
| 둔내 소출력   |          |       | CH 21                                     | 0.05W | 강원 횡성군 둔내면 둔방내리     |
| 진부 중계소   | CH 43    | 20W   | 강원 평창군 진부면 송정리 산77-2          |       |                                 |
| 평창 중계소   | CH 38    | 10W   | 강원 평창군 평창읍 여만리 산46 장암산     |       |                                 |
| 미탄 중계소   | CH 26    | 20W   | 강원 평창군 미탄면 율치리 산50-3 돈너미산 |       |                                 |

아날로그TV
- 호출부호 : HLSB-TV

| 송신소        | 채널  | 출력 | 송신소 위치                               |
| ------------- | ----- | ---- | ----------------------------------------- |
| 백운산 송신소 | CH 34 | 10㎾ | 강원 원주시 판부면 서곡리 산166           |
| 문막 중계소   | CH 47 | 50W  | 강원 원주시 문막읍 건등리 산55-1          |
| 태기산 중계소 | CH 49 | 5㎾  | 강원 횡성군 둔내면 태기리 산1-5           |
| 진부 중계소   | CH 47 | 50W  | 강원 평창군 진부면 송정리 산169-1         |
| 평창 중계소   | CH 39 | 50W  | 강원 평창군 평창읍 하리 산3-5 노성산      |
| 미탄 중계소   | CH 41 | 50W  | 강원 평창군 미탄면 율치리 산50-3 돈너미산 |
| 주천 중계소   | CH 33 | 50W  | 강원 영월군 주천면 주천리 산86-5          |
| 쌍용 중계소   | CH 45 | 10W  | 강원 영월군 한반도면 쌍용리 산121         |
| 영월 중계소   | CH 47 | 500W | 강원 영월군 영월읍 팔괴리 산237 국지산    |

## 라디오방송
1970년 9월 19일 원주방송(주)의 개국과 함께 라디오방송의 역사가 시작되었다. 현재 AM라디오 1개 채널과 FM라디오 2개 채널을 운영하고 있으며 강원 영서 남부, 경기도 여주시, 양평군, 충청북도 제천시, 단양군을 가청권역으로서 방송중이다.

### 프로그램

#### 원주MBC 라디오
| 프로그램명          | 요일  | 시간  | 진행자         |
| ------------------- | ----- | ----- | -------------- |
| MBC 정오종합뉴스    | 월~금 | 5분   | 김용석         |
| MBC 15시 뉴스       | 월~금 | 5분   | 변정연         |
| MBC 17시 뉴스       | 월~금 | 5분   | 박지현         |
| 변정연의 시사메이트 | 월~금 | 55분  | 변정연         |
| 트로트 팡팡         | 토~일 | 115분 | 노기환, 김용석 |

#### 원주MBC FM4U
| 프로그램명                 | 요일  | 시간  | 진행자          |
| -------------------------- | ----- | ----- | --------------- |
| 김용석의 브런치카페        | 월~일 | 60분  | 김용석          |
| 정오의 희망곡 김지후입니다 | 월~일 | 120분 | 춘천 수중계     |
| 오후의 발견 성스리입니다   | 월~일 | 120분 | 강원영동 수중계 |

### 방송 송출 시설망
| 원주MBC 라디오 | 원주MBC 라디오 | 원주MBC 라디오 | 원주MBC 라디오 | 원주MBC 라디오                         | 원주MBC 라디오 |
| 송신소         | 주파수         | 출력           | 호출부호       | 송신소 위치                            |                |
| -------------- | -------------- | -------------- | -------------- | -------------------------------------- | -------------- |
| 백운산 송신소  | FM 92.7㎒      | 1㎾            | HLSB-SFM       | 강원 원주시 판부면 서곡리 산166        |                |
| 태기산 중계소  | FM 102.5㎒     | 1㎾            | HLSB-SFM       | 강원 횡성군 둔내면 태기리 산1-5 태기산 |                |
| 평창 중계소    | FM 102.5㎒     | 50W            | HLSB-SFM       | 강원 평창군 평창읍 하리 산3-5 노성산   |                |
| 영월 중계소    | FM 92.7㎒      | 90W            | HLSB-SFM       | 강원 영월군 영월읍 팔괴리 산237        |                |
| 원주MBC FM4U   |                |                |                |                                        |                |
| 송신소         | 주파수         | 출력           | 호출부호       | 송신소 위치                            |                |
| 백운산 송신소  | FM 98.9㎒      | 3㎾            | HLSB-FM        | 강원 원주시 판부면 서곡리 산166        |                |
| 태기산 중계소  | FM 97.9㎒      | 50W            | HLSB-FM        | 강원 횡성군 둔내면 태기리 산1-5 태기산 |                |

## 지상파DMB
춘천문화방송, MBC강원영동 강릉방송국, MBC강원영동 삼척방송국 등과 함께 투자하여 강원특별자치도 내 전지역을 방송권역으로 하는 지상파 DMB 사업자로 방송 및 운영 중이다.

## 직원

### 아나운서
- 변정연
- 김용석
- 박지현

### 기자
- 김진아 보도국장
- 조성식 부장
- 권기만 차장
- 유나은 기자
- 황구선 기자
- 이병선 기자
- 유주성 기자

### 영상취재부
- 박영현 영상취재부장
- 장종국 부국장
- 차민수 기자
- 노윤상 기자

## 역대 연중캠페인
- 2010년: 희망愛너지, 원주MBC
- 2011년: 지역사랑 밝은 세상, 희망의 창 원주MBC
- 2012년: 힘내라 강원경제 희망을 이야기 합시다.
- 2013년: 대한민국의 미래, 청정강원!! 원주MBC가 열어갑니다.
- 2017년: 강원의 미래, 원주MBC와 함께
- 2022년: 당신의 등 뒤에 우리가 있습니다.
- 2023년: 함께 달리겠습니다.